# Kubasi
Kubasi je naselje u Boki kotorskoj, u općini Kotor. Pripada oblasti Donji Grbalj, dijelu mikroregije Grbalj.	

## Crkve u Kubasima
- Crkva Svete Gospođe
- Crkva Svetog Trojstva

## Stanovništvo
U popisu iz 1614. Marijan Bolica bilježi 20 kuća u Kubasima i 43 odrasla muškarca sposobna za vojnu službu.

### Nacionalni sastav po popisu 2003.
- Srbi - 22
- Neopredijeljeni - 2